# مورات بکتانوف
مورات بکتانوف (قزاقی: Мұрат Кәрібайұлы Бектанов؛ زادهٔ ۱۸ سپتامبر ۱۹۶۵) فرمانده نظامی و سیاست‌مدار اهل قزاقستان است، که هم‌اکنون به‌عنوان وزیر دفاع قزاقستان فعالیت می‌کند. وی در فاصله سال‌های ۲۰۱۶ تا ۲۰۱۹ فرماندهی نیروهای زمینی قزاقستان را برعهده داشت و از ۲۰۱۹ تا ۲۰۲۱ نیز رئیس ستاد نیروهای مسلح جمهوری قزاقستان بود.